# Svédország a 2010. évi téli olimpiai játékokon

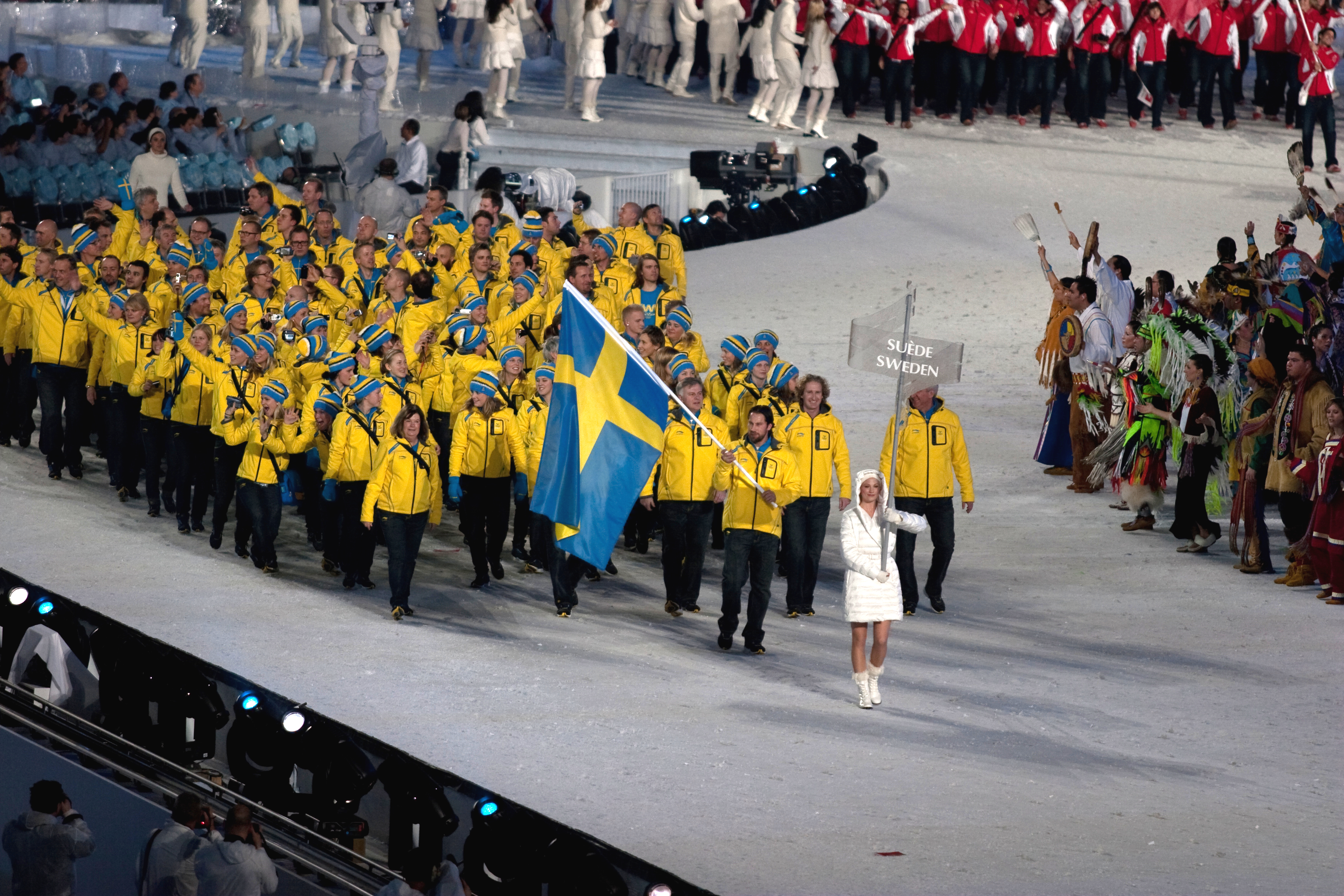
Svédország olimpiai küldöttsége a megnyitón

Svédország a kanadai Vancouverben megrendezett 2010. évi téli olimpiai játékok egyik részt vevő nemzete volt. Az országot az olimpián 9 sportágban 101 sportoló képviselte, akik összesen 11 érmet szereztek.

## Érmesek
| Érem  | Versenyző                                                              | Sportág  | Versenyszám                 |
| ----- | ---------------------------------------------------------------------- | -------- | --------------------------- |
| Arany | Björn Ferry                                                            | Biatlon  | Férfi 12,5 km üldözőverseny |
| Arany | Kajsa Bergström Anna Le Moine Cathrine Lindahl Eva Lund Anette Norberg | Curling  | Női                         |
| Arany | Marcus Hellner                                                         | Sífutás  | Férfi 30 km                 |
| Arany | Marcus Hellner Johan Olsson Daniel Rickardsson Anders Södergren        | Sífutás  | Férfi 4 × 10 km váltó       |
| Arany | Charlotte Kalla                                                        | Sífutás  | Női 10 km                   |
| Ezüst | Anna Haag                                                              | Sífutás  | Női 15 km                   |
| Ezüst | Anna Haag Charlotte Kalla                                              | Sífutás  | Női csapatsprint            |
| Bronz | André Myhrer                                                           | Alpesisí | Férfi műlesiklás            |
| Bronz | Anja Pärson                                                            | Alpesisí | Női összetett               |
| Bronz | Johan Olsson                                                           | Sífutás  | Férfi 30 km                 |
| Bronz | Johan Olsson                                                           | Sífutás  | Férfi 50 km                 |

## Alpesisí
Férfi
| Versenyző      | Versenyszám            | 1. futam | 1. futam | 2. futam      | 2. futam      | Összesítés    | Összesítés    |
| Versenyző      | Versenyszám            | Idő      | Hely.    | Idő           | Hely.         | Idő           | Helyezés      |
| -------------- | ---------------------- | -------- | -------- | ------------- | ------------- | ------------- | ------------- |
| Jens Byggmark  | Műlesiklás             | 50,50    | 27.*     | 52,03         | 15.*          | 1:42,53       | 22.           |
| Axel Bäck      | Műlesiklás             | 50,25    | 26.      | kizárták      | kizárták      | kiesett       | kiesett       |
| Mattias Hargin | Műlesiklás             | 49,27    | 13.      | 51,98         | 12.*          | 1:41,25       | 14.           |
| Patrik Järbyn  | Lesiklás               |          |          |               |               | 1:56,58       | 29.           |
| Patrik Järbyn  | Szuperóriás-műlesiklás |          |          |               |               | nem ért célba | nem ért célba |
| Markus Larsson | Lesiklás               |          |          |               |               | 1:58,82       | 43.           |
| Markus Larsson | Óriás-műlesiklás       | 1:19,46  | 30.      | 1:21,97       | 25.           | 2:41,43       | 27.           |
| André Myhrer   | Műlesiklás             | 49,03    | 10.      | 50,73         | 1.            | 1:39,76       |               |
| André Myhrer   | Óriás-műlesiklás       | 1:24,37  | 56.      | nem ért célba | nem ért célba | kiesett       | kiesett       |
| Hans Olsson    | Lesiklás               |          |          |               |               | 1:55,19       | 12.*          |
| Hans Olsson    | Szuperóriás-műlesiklás |          |          |               |               | nem ért célba | nem ért célba |

| Versenyző      | Versenyszám | Lesiklás | Lesiklás | Műlesiklás    | Műlesiklás    | Összesítés | Összesítés |
| Versenyző      | Versenyszám | Idő      | Hely.    | Idő           | Hely.         | Idő        | Helyezés   |
| -------------- | ----------- | -------- | -------- | ------------- | ------------- | ---------- | ---------- |
| Markus Larsson | Összetett   | 1:56,51  | 30.      | 51,79         | 11.           | 2:48,30    | 16.        |
| Hans Olsson    | Összetett   | 1:53,83  | 5.       | nem ért célba | nem ért célba | kiesett    | kiesett    |

Női
| Versenyző               | Versenyszám            | 1. futam | 1. futam | 2. futam      | 2. futam      | Összesítés    | Összesítés    |
| Versenyző               | Versenyszám            | Idő      | Hely.    | Idő           | Hely.         | Idő           | Helyezés      |
| ----------------------- | ---------------------- | -------- | -------- | ------------- | ------------- | ------------- | ------------- |
| Therese Borssén         | Műlesiklás             | 52,97    | 21.      | 53,74         | 20.           | 1:46,71       | 21.           |
| Frida Hansdotter        | Műlesiklás             | 52,50    | 17.      | 53,17         | 15.           | 1:45,67       | 15.           |
| Kajsa Kling             | Óriás-műlesiklás       | 1:17,49  | 24.      | 1:12,44       | 22.           | 2:29,93       | 26.           |
| Jessica Lindell-Vikarby | Lesiklás               |          |          |               |               | 1:53,76       | 30.           |
| Jessica Lindell-Vikarby | Óriás-műlesiklás       | 1:18,34  | 32.      | 1:14,37       | 31.           | 2:32,71       | 31.           |
| Jessica Lindell-Vikarby | Szuperóriás-műlesiklás |          |          |               |               | 1:24,83       | 26.           |
| Maria Pietilä Holmner   | Műlesiklás             | 51,64    | 5.       | 52,58         | 6.            | 1:44,22       | 4.            |
| Maria Pietilä Holmner   | Óriás-műlesiklás       | 1:16,28  | 16.      | 1:13,35       | 29.           | 2:29,63       | 24.           |
| Anja Pärson             | Lesiklás               |          |          |               |               | nem ért célba | nem ért célba |
| Anja Pärson             | Műlesiklás             | 52,93    | 20.      | nem ért célba | nem ért célba | kiesett       | kiesett       |
| Anja Pärson             | Óriás-műlesiklás       | 1:16,01  | 12.      | 1:12,89       | 28.           | 2:28,90       | 22.           |
| Anja Pärson             | Szuperóriás-műlesiklás |          |          |               |               | 1:21,98       | 11.           |

| Versenyző               | Versenyszám | Lesiklás | Lesiklás | Műlesiklás | Műlesiklás | Összesítés | Összesítés |
| Versenyző               | Versenyszám | Idő      | Hely.    | Idő        | Hely.      | Idő        | Helyezés   |
| ----------------------- | ----------- | -------- | -------- | ---------- | ---------- | ---------- | ---------- |
| Jessica Lindell-Vikarby | Összetett   | 1:26,47  | 14.      | 47,69      | 24.        | 2:14,16    | 22.        |
| Anja Pärson             | Összetett   | 1:25,57  | 7.       | 44,62      | 6.         | 2:10,19    |            |

* - egy másik versenyzővel azonos eredményt ért el

## Biatlon
Férfi
| Versenyző                                                        | Versenyszám           | Lövőhiba     | Időeredmény | Helyezés |
| ---------------------------------------------------------------- | --------------------- | ------------ | ----------- | -------- |
| Carl Johan Bergman                                               | 10 km sprint          | 2 (1+1)      | 26:41,7     | 42.      |
| Carl Johan Bergman                                               | 12,5 km üldözőverseny | 1 (0+1+0+0)  | 35:14,6     | 19.      |
| Carl Johan Bergman                                               | 20 km egyéni          | 5 (2+1+0+2)  | 54:44,1     | 61.      |
| Björn Ferry                                                      | 10 km sprint          | 0 (0+0)      | 25:20,2     | 8.       |
| Björn Ferry                                                      | 12,5 km üldözőverseny | 1 (0+0+0+1)  | 33:38,4     |          |
| Björn Ferry                                                      | 20 km egyéni          | 5 (1+0+3+1)  | 53:16,7     | 42.      |
| Björn Ferry                                                      | 15 km tömegrajtos     | 2 (0+0+0+2)  | 36:13,3     | 12.      |
| Magnus Jonsson                                                   | 10 km sprint          | 3 (0+3)      | 28:29,2     | 79.      |
| Fredrik Lindström                                                | 10 km sprint          | 1 (1+0)      | 26:33,3     | 38.      |
| Fredrik Lindström                                                | 12,5 km üldözőverseny | 4 (0+1+1+2)  | 36:25,5     | 33.      |
| Fredrik Lindström                                                | 20 km egyéni          | 4 (1+2+0+1)  | 57:29,8     | 77.      |
| Mattias Nilsson                                                  | 20 km egyéni          | 3 (1+1+0+1)  | 52:50,1     | 34.      |
| Fredrik Lindström Carl Johan Bergman Mattias Nilsson Björn Ferry | 4 × 7,5 km váltó      | 11 (0+3 1+7) | 1:23:02,0   | 4.       |

Női
| Versenyző                                                               | Versenyszám         | Lövőhiba    | Időeredmény | Helyezés |
| ----------------------------------------------------------------------- | ------------------- | ----------- | ----------- | -------- |
| Sofia Domeij                                                            | 7,5 km sprint       | 1 (0+1)     | 21:55,0     | 41.      |
| Sofia Domeij                                                            | 10 km üldözőverseny | 2 (1+0+0+1) | 34:23,8     | 41.      |
| Elisabeth Högberg                                                       | 15 km egyéni        | 4 (1+1+0+2) | 49:46,5     | 77.      |
| Helena Jonsson                                                          | 7,5 km sprint       | 0 (0+0)     | 20:42,5     | 12.      |
| Helena Jonsson                                                          | 10 km üldözőverseny | 2 (0+0+2+0) | 31:53,8     | 14.      |
| Helena Jonsson                                                          | 15 km egyéni        | 4 (1+2+0+1) | 45:52,9     | 49.      |
| Helena Jonsson                                                          | 12,5 km tömegrajtos | 2 (1+1+0+0) | 36:15,9     | 10.      |
| Anna Maria Nilsson                                                      | 7,5 km sprint       | 0 (0+0)     | 20:45,5     | 16.      |
| Anna Maria Nilsson                                                      | 10 km üldözőverseny | 6 (1+2+2+1) | 35:16,9     | 47.      |
| Anna Maria Nilsson                                                      | 15 km egyéni        | 1 (1+0+0+0) | 43:44,0     | 24.      |
| Anna Maria Nilsson                                                      | 12,5 km tömegrajtos | 4 (1+1+1+1) | 39:05,8     | 28.      |
| Anna Carin Olofsson                                                     | 7,5 km sprint       | 1 (1+0)     | 20:53,5     | 20.      |
| Anna Carin Olofsson                                                     | 10 km üldözőverseny | 1 (1+0+0+0) | 30:55,4     | 4.       |
| Anna Carin Olofsson                                                     | 15 km egyéni        | 2 (1+0+0+1) | 43:12,1     | 17.      |
| Anna Carin Olofsson                                                     | 12,5 km tömegrajtos | 4 (1+1+1+1) | 36:22,9     | 13.      |
| Elisabeth Högberg Anna Carin Olofsson Anna Maria Nilsson Helena Jonsson | 4 × 6 km váltó      | 3 (0+2 0+1) | 1:10:47,2   | 5.       |

## Curling

### Férfi
- Niklas Edin
- Sebastian Kraupp
- Fredrik Lindberg
- Viktor Kjäll
- Oskar Eriksson

#### Eredmények
Csoportkör
| Nemzet           | Szkip          | Gy | V | P+ | P- | Gy end | V end | D end | Saját rabolt endek | Ellenfél rabolt endek | Lökés % |
| ---------------- | -------------- | -- | - | -- | -- | ------ | ----- | ----- | ------------------ | --------------------- | ------- |
| Kanada           | Kevin Martin   | 9  | 0 | 75 | 36 | 36     | 28    | 14    | 2                  | 4                     | 85      |
| Norvégia         | Thomas Ulsrud  | 7  | 2 | 64 | 43 | 40     | 32    | 15    | 7                  | 1                     | 84      |
| Svájc            | Ralph Stöckli  | 6  | 3 | 53 | 45 | 35     | 33    | 20    | 8                  | 9                     | 81      |
| Svédország       | Niklas Edin    | 5  | 4 | 50 | 52 | 34     | 36    | 20    | 6                  | 8                     | 82      |
| Nagy-Britannia   | David Murdoch  | 5  | 4 | 57 | 44 | 35     | 29    | 20    | 9                  | 4                     | 81      |
| Németország      | Andy Kapp      | 4  | 5 | 48 | 60 | 35     | 38    | 11    | 9                  | 8                     | 75      |
| Franciaország    | Thomas Dufour  | 3  | 6 | 31 | 58 | 22     | 34    | 16    | 7                  | 13                    | 73      |
| Kína             | Vang Feng-csun | 2  | 7 | 52 | 60 | 37     | 37    | 9     | 7                  | 5                     | 77      |
| Dánia            | Ulrik Schmidt  | 2  | 7 | 40 | 57 | 31     | 29    | 12    | 6                  | 6                     | 78      |
| Egyesült Államok | John Shuster   | 2  | 7 | 43 | 59 | 32     | 41    | 18    | 9                  | 12                    | 76      |

- február 16., 9:00

| Sheet A            | Sheet A                  | 1 | 2 | 3 | 4 | 5 | 6 | 7 | 8 | 9 | 10 | VE |
| 1. end utolsó köve | Nagy-Britannia (Murdoch) | 0 | 1 | 0 | 0 | 0 | 0 | 1 | 0 | 2 | 0  | 4  |
|                    | Svédország (Edin)        | 0 | 0 | 2 | 0 | 0 | 1 | 0 | 2 | 0 | 1  | 6  |

- február 17., 14:00

| Sheet D            | Sheet D            | 1 | 2 | 3 | 4 | 5 | 6 | 7 | 8 | 9 | 10 | VE |
| 1. end utolsó köve | Németország (Kapp) | 1 | 0 | 0 | 1 | 1 | 0 | 0 | 0 | 0 | 0  | 3  |
|                    | Svédország (Edin)  | 0 | 0 | 2 | 0 | 0 | 1 | 0 | 1 | 0 | 2  | 6  |

- február 18., 9:00

| Sheet C            | Sheet C           | 1 | 2 | 3 | 4 | 5 | 6 | 7 | 8 | 9 | 10 | VE |
| 1. end utolsó köve | Kanada (Martin)   | 2 | 0 | 0 | 0 | 3 | 1 | 0 | 0 | 1 | X  | 7  |
|                    | Svédország (Edin) | 0 | 0 | 0 | 1 | 0 | 0 | 1 | 1 | 0 | X  | 3  |

- február 18., 19:00

| Sheet A            | Sheet A           | 1 | 2 | 3 | 4 | 5 | 6 | 7 | 8 | 9 | 10 | 11 | VE |
|                    | Svédország (Edin) | 0 | 1 | 0 | 0 | 0 | 2 | 0 | 1 | 1 | 0  | 1  | 6  |
| 1. end utolsó köve | Kína (Vang)       | 1 | 0 | 1 | 1 | 0 | 0 | 1 | 0 | 0 | 1  | 0  | 5  |

- február 20., 9:00

| Sheet D            | Sheet D                    | 1 | 2 | 3 | 4 | 5 | 6 | 7 | 8 | 9 | 10 | 11 | VE |
| 1. end utolsó köve | Svédország (Edin)          | 0 | 0 | 1 | 0 | 2 | 0 | 3 | 0 | 0 | 1  | 0  | 7  |
|                    | Egyesült Államok (Shuster) | 1 | 1 | 0 | 2 | 0 | 1 | 0 | 0 | 2 | 0  | 1  | 8  |

- február 20., 19:00

| Sheet C            | Sheet C                | 1 | 2 | 3 | 4 | 5 | 6 | 7 | 8 | 9 | 10 | VE |
| 1. end utolsó köve | Svédország (Edin)      | 1 | 0 | 2 | 0 | 0 | 0 | 1 | 0 | 0 | 0  | 4  |
|                    | Franciaország (Dufour) | 0 | 2 | 0 | 0 | 0 | 0 | 0 | 0 | 2 | 1  | 5  |

- február 21., 14:00

| Sheet B            | Sheet B           | 1 | 2 | 3 | 4 | 5 | 6 | 7 | 8 | 9 | 10 | VE |
| 1. end utolsó köve | Norvégia (Ulsrud) | 2 | 0 | 0 | 2 | 0 | 2 | 0 | 1 | 0 | 0  | 7  |
|                    | Svédország (Edin) | 0 | 3 | 0 | 0 | 1 | 0 | 2 | 0 | 1 | 1  | 8  |

- február 22., 9:00

| Sheet D            | Sheet D           | 1 | 2 | 3 | 4 | 5 | 6 | 7 | 8 | 9 | 10 | VE |
|                    | Svájc (Stöckli)   | 1 | 1 | 0 | 2 | 0 | 0 | 0 | 0 | 3 | X  | 7  |
| 1. end utolsó köve | Svédország (Edin) | 0 | 0 | 2 | 0 | 0 | 0 | 1 | 0 | 0 | X  | 3  |

- február 23., 14:00

| Sheet B            | Sheet B           | 1 | 2 | 3 | 4 | 5 | 6 | 7 | 8 | 9 | 10 | VE |
| 1. end utolsó köve | Svédország (Edin) | 3 | 0 | 2 | 1 | 0 | 0 | 0 | 0 | 0 | 1  | 7  |
|                    | Dánia (Schmidt)   | 0 | 1 | 0 | 0 | 2 | 1 | 1 | 0 | 1 | 0  | 6  |

Rájátszás a 4. helyért
- február 24., 14:00

| Sheet A            | Sheet A                  | 1 | 2 | 3 | 4 | 5 | 6 | 7 | 8 | 9 | 10 | 11 | VE |
|                    | Svédország (Edin)        | 2 | 0 | 2 | 1 | 0 | 0 | 0 | 1 | 0 | 0  | 1  | 7  |
| 1. end utolsó köve | Nagy-Britannia (Murdoch) | 0 | 2 | 0 | 0 | 1 | 1 | 1 | 0 | 0 | 1  | 0  | 6  |

Elődöntő
- február 25., 14:00

| Sheet B           | 1 | 2 | 3 | 4 | 5 | 6 | 7 | 8 | 9 | 10 | VE |
| Svédország (Edin) | 0 | 0 | 1 | 0 | 0 | 0 | 0 | 1 | 1 | X  | 3  |
| Kanada (Martin)   | 0 | 1 | 0 | 1 | 2 | 2 | 0 | 0 | 0 | X  | 6  |

Bronzmérkőzés
- február 27., 9:00

| Csapat            | 1 | 2 | 3 | 4 | 5 | 6 | 7 | 8 | 9 | 10 | VE |
| Svédország (Edin) | 0 | 1 | 0 | 0 | 2 | 0 | 1 | 0 | 0 | 0  | 4  |
| Svájc (Stöckli)   | 1 | 0 | 0 | 1 | 0 | 1 | 0 | 0 | 0 | 2  | 5  |

| Csapat     | Helyezés |
| ---------- | -------- |
| Svédország | 4.       |

### Női
- Anette Norberg
- Eva Lund
- Cathrine Lindahl
- Anna Le Moine
- Kajsa Bergström

#### Eredmények
Csoportkör
| Nemzet           | Szkip               | Gy | V | P+ | P- | Gy end | V end | D end | Saját rabolt endek | Ellenfél rabolt endek | Lökés % |
| ---------------- | ------------------- | -- | - | -- | -- | ------ | ----- | ----- | ------------------ | --------------------- | ------- |
| Kanada           | Cheryl Bernard      | 8  | 1 | 56 | 37 | 27     | 20    | 15    | 5                  | 2                     | 79      |
| Svédország       | Anette Norberg      | 7  | 2 | 46 | 46 | 24     | 19    | 8     | 4                  | 1                     | 77      |
| Kína             | Vang Ping-jü        | 6  | 3 | 61 | 47 | 39     | 37    | 11    | 7                  | 8                     | 74      |
| Svájc            | Mirjam Ott          | 6  | 3 | 63 | 46 | 16     | 17    | 4     | 0                  | 1                     | 77      |
| Dánia            | Angelina Jensen     | 4  | 5 | 49 | 61 | 26     | 35    | 15    | 0                  | 7                     | 69      |
| Németország      | Andrea Schöpp       | 3  | 6 | 52 | 56 | 35     | 40    | 15    | 3                  | 6                     | 75      |
| Japán            | Meguro Moe          | 3  | 6 | 58 | 60 | 15     | 16    | 8     | 3                  | 2                     | 74      |
| Oroszország      | Ljudmila Privivkova | 3  | 6 | 53 | 60 | 31     | 30    | 6     | 4                  | 3                     | 81      |
| Nagy-Britannia   | Eve Muirhead        | 3  | 6 | 49 | 53 | 13     | 11    | 5     | 5                  | 4                     | 74      |
| Egyesült Államok | Debbie McCormick    | 2  | 7 | 38 | 59 | 17     | 18    | 2     | 3                  | 1                     | 75      |

- február 16., 14:00

| Sheet B            | Sheet B              | 1 | 2 | 3 | 4 | 5 | 6 | 7 | 8 | 9 | 10 | VE |
| 1. end utolsó köve | Dánia (Jensen)       | 0 | 0 | 2 | 0 | 1 | 0 | 0 | 2 | 0 | 0  | 5  |
|                    | Svédország (Norberg) | 0 | 0 | 0 | 1 | 0 | 2 | 0 | 0 | 2 | 1  | 6  |

- február 17., 9:00

| Sheet C            | Sheet C              | 1 | 2 | 3 | 4 | 5 | 6 | 7 | 8 | 9 | 10 | 11 | VE |
|                    | Svájc (Ott)          | 0 | 2 | 0 | 1 | 0 | 1 | 0 | 1 | 0 | 2  | 0  | 7  |
| 1. end utolsó köve | Svédország (Norberg) | 1 | 0 | 1 | 0 | 2 | 0 | 2 | 0 | 1 | 0  | 1  | 8  |

- február 17., 19:00

| Sheet B            | Sheet B                   | 1 | 2 | 3 | 4 | 5 | 6 | 7 | 8 | 9 | 10 | VE |
|                    | Nagy-Britannia (Muirhead) | 0 | 0 | 1 | 0 | 1 | 0 | 1 | 0 | 1 | 0  | 4  |
| 1. end utolsó köve | Svédország (Norberg)      | 1 | 1 | 0 | 2 | 0 | 0 | 0 | 1 | 0 | 1  | 6  |

- február 19., 19:00

| Sheet B            | Sheet B              | 1 | 2 | 3 | 4 | 5 | 6 | 7 | 8 | 9 | 10 | VE |
| 1. end utolsó köve | Svédország (Norberg) | 1 | 0 | 1 | 0 | 2 | 0 | 0 | 1 | 0 | 1  | 6  |
|                    | Kína (Vang)          | 0 | 0 | 0 | 1 | 0 | 0 | 1 | 0 | 2 | 0  | 4  |

- február 20., 14:00

| Sheet A            | Sheet A                  | 1 | 2 | 3 | 4 | 5 | 6 | 7 | 8 | 9 | 10 | VE |
|                    | Svédország (Norberg)     | 0 | 0 | 0 | 0 | 0 | 1 | 0 | X | X | X  | 1  |
| 1. end utolsó köve | Oroszország (Privivkova) | 0 | 1 | 3 | 1 | 2 | 0 | 3 | X | X | X  | 10 |

- február 21., 19:00

| Sheet D            | Sheet D                      | 1 | 2 | 3 | 4 | 5 | 6 | 7 | 8 | 9 | 10 | VE |
|                    | Egyesült Államok (McCormick) | 0 | 0 | 1 | 0 | 1 | 0 | 1 | 0 | 0 | X  | 3  |
| 1. end utolsó köve | Svédország (Norberg)         | 1 | 0 | 0 | 2 | 0 | 3 | 0 | 0 | 3 | X  | 9  |

- február 22., 14:00

| Sheet C            | Sheet C              | 1 | 2 | 3 | 4 | 5 | 6 | 7 | 8 | 9 | 10 | VE |
|                    | Svédország (Norberg) | 0 | 0 | 0 | 0 | 1 | 0 | 0 | 0 | 1 | X  | 2  |
| 1. end utolsó köve | Kanada (Bernard)     | 0 | 2 | 1 | 1 | 0 | 0 | 1 | 1 | 0 | X  | 6  |

- február 23., 9:00

| Sheet A            | Sheet A              | 1 | 2 | 3 | 4 | 5 | 6 | 7 | 8 | 9 | 10 | VE |
|                    | Japán (Meguro)       | 0 | 1 | 0 | 1 | 0 | 3 | 0 | 1 | 0 | X  | 6  |
| 1. end utolsó köve | Svédország (Norberg) | 2 | 0 | 3 | 0 | 1 | 0 | 2 | 0 | 2 | X  | 10 |

- február 23., 19:00

| Sheet D            | Sheet D              | 1 | 2 | 3 | 4 | 5 | 6 | 7 | 8 | 9 | 10 | VE |
| 1. end utolsó köve | Svédország (Norberg) | 2 | 0 | 3 | 0 | 2 | 0 | 1 | 0 | 0 | 0  | 8  |
|                    | Németország (Schöpp) | 0 | 2 | 0 | 2 | 0 | 0 | 0 | 2 | 0 | 1  | 7  |

Elődöntő
- február 25., 9:00

| Csapat             | Csapat               | 1 | 2 | 3 | 4 | 5 | 6 | 7 | 8 | 9 | 10 | VE |
| 1. end utolsó köve | Kína (Vang)          | 0 | 0 | 0 | 1 | 0 | 1 | 1 | 0 | 1 | X  | 4  |
|                    | Svédország (Norberg) | 1 | 1 | 1 | 0 | 3 | 0 | 0 | 3 | 0 | X  | 9  |

Döntő
- február 26., 15:00

| Sheet C            | Sheet C              | 1 | 2 | 3 | 4 | 5 | 6 | 7 | 8 | 9 | 10 | 11 | VE |
| 1. end utolsó köve | Kanada (Bernard)     | 0 | 1 | 0 | 1 | 0 | 1 | 2 | 0 | 1 | 0  | 0  | 6  |
|                    | Svédország (Norberg) | 0 | 0 | 2 | 0 | 2 | 0 | 0 | 0 | 0 | 2  | 1  | 7  |

| Csapat     | Helyezés |
| ---------- | -------- |
| Svédország |          |

## Gyorskorcsolya
Férfi
| Versenyző      | Versenyszám | Eredmény | Helyezés |
| -------------- | ----------- | -------- | -------- |
| Joel Eriksson  | 1500 m      | 1:49,08  | 24.      |
| Daniel Friberg | 1500 m      | 1:49,13  | 25.      |
| Johan Röjler   | 1500 m      | 1:49,50  | 28.      |
| Johan Röjler   | 5000 m      | 6:35,88  | 21.      |

Csapatverseny
| Versenyző                                 | Versenyszám | Negyeddöntő                                                               | Negyeddöntő | Elődöntő     | Elődöntő  | Döntő | Döntő                                                                 | Döntő     | Helyezés |
| Versenyző                                 | Versenyszám | Ellenfél Idő                                                              | Saját idő   | Ellenfél Idő | Saját idő | Típus | Ellenfél Idő                                                          | Saját idő | Helyezés |
| ----------------------------------------- | ----------- | ------------------------------------------------------------------------- | ----------- | ------------ | --------- | ----- | --------------------------------------------------------------------- | --------- | -------- |
| Joel Eriksson Daniel Friberg Johan Röjler | Férfi       | Hollandia (NED) · Jan Blokhuijsen · Sven Kramer · Simon Kuipers · 3:44,25 | 3:46,40     |              |           | D     | Japán (JPN) · Hirako Hiroki · Dedzsima Sigejuki · Doi Singo · 3:49,11 | 3:46,18   | 7.       |

## Jégkorong

### Férfi
| Svéd nemzeti férfi jégkorongcsapat-játékoskeret | Svéd nemzeti férfi jégkorongcsapat-játékoskeret | Svéd nemzeti férfi jégkorongcsapat-játékoskeret | Svéd nemzeti férfi jégkorongcsapat-játékoskeret | Svéd nemzeti férfi jégkorongcsapat-játékoskeret | Svéd nemzeti férfi jégkorongcsapat-játékoskeret | Svéd nemzeti férfi jégkorongcsapat-játékoskeret |
| #                                               | Név                                             | Poszt                                           | Magasság                                        | Súly                                            | Kor                                             | Klub                                            |
| ----------------------------------------------- | ----------------------------------------------- | ----------------------------------------------- | ----------------------------------------------- | ----------------------------------------------- | ----------------------------------------------- | ----------------------------------------------- |
| 1                                               | Stefan Liv                                      | K                                               | 183 cm                                          | 80 kg                                           | 1980. december 21. (29 évesen)                  | HV71                                            |
| 30                                              | Henrik Lundqvist                                | K                                               | 185 cm                                          | 88 kg                                           | 1982. március 2. (27 évesen)                    | New York Rangers                                |
| 50                                              | Jonas Gustavsson                                | K                                               | 191 cm                                          | 87 kg                                           | 1984. október 24. (25 évesen)                   | Toronto Maple Leafs                             |
| 2                                               | Mattias Öhlund                                  | V                                               | 191 cm                                          | 100 kg                                          | 1976. szeptember 9. (33 évesen)                 | Tampa Bay Lightning                             |
| 3                                               | Douglas Murray                                  | V                                               | 191 cm                                          | 109 kg                                          | 1980. március 12. (29 évesen)                   | San Jose Sharks                                 |
| 5                                               | Nicklas Lidström C                              | V                                               | 188 cm                                          | 86 kg                                           | 1970. április 28. (39 évesen)                   | Detroit Red Wings                               |
| 6                                               | Magnus Johansson                                | V                                               | 178 cm                                          | 82 kg                                           | 1973. szeptember 4. (36 évesen)                 | Linköping                                       |
| 10                                              | Henrik Tallinder                                | V                                               | 191 cm                                          | 98 kg                                           | 1979. január 10. (31 évesen)                    | Buffalo Sabres                                  |
| 29                                              | Johnny Oduya                                    | V                                               | 183 cm                                          | 91 kg                                           | 1981. október 1. (28 évesen)                    | Atlanta Thrashers                               |
| 39                                              | Tobias Enström                                  | V                                               | 178 cm                                          | 79 kg                                           | 1984. november 5. (25 évesen)                   | Atlanta Thrashers                               |
| 55                                              | Niklas Kronwall                                 | V                                               | 183 cm                                          | 86 kg                                           | 1981. január 12. (29 évesen)                    | Detroit Red Wings                               |
| 11                                              | Daniel Alfredsson A                             | T                                               | 180 cm                                          | 93 kg                                           | 1972. december 11. (37 évesen)                  | Ottawa Senators                                 |
| 19                                              | Nicklas Bäckström                               | T                                               | 185 cm                                          | 95 kg                                           | 1987. november 23. (22 évesen)                  | Washington Capitals                             |
| 20                                              | Henrik Sedin                                    | T                                               | 188 cm                                          | 83 kg                                           | 1980. szeptember 26. (29 évesen)                | Vancouver Canucks                               |
| 21                                              | Peter Forsberg                                  | T                                               | 183 cm                                          | 95 kg                                           | 1973. július 20. (36 évesen)                    | Modo                                            |
| 22                                              | Daniel Sedin                                    | T                                               | 185 cm                                          | 83 kg                                           | 1980. szeptember 26. (29 évesen)                | Vancouver Canucks                               |
| 26                                              | Samuel Påhlsson                                 | T                                               | 183 cm                                          | 96 kg                                           | 1977. december 17. (32 évesen)                  | Columbus Blue Jackets                           |
| 27                                              | Patric Hörnqvist                                | T                                               | 180 cm                                          | 85 kg                                           | 1987. január 1. (23 évesen)                     | Nashville Predators                             |
| 33                                              | Fredrik Modin                                   | T                                               | 193 cm                                          | 101 kg                                          | 1974. október 8. (35 évesen)                    | Columbus Blue Jackets                           |
| 40                                              | Henrik Zetterberg A                             | T                                               | 180 cm                                          | 88 kg                                           | 1980. október 9. (29 évesen)                    | Detroit Red Wings                               |
| 80                                              | Mattias Weinhandl                               | T                                               | 182 cm                                          | 85 kg                                           | 1980. június 1. (29 évesen)                     | Dinamo Moszkva                                  |
| 91                                              | Loui Eriksson                                   | T                                               | 185 cm                                          | 83 kg                                           | 1985. július 17. (24 évesen)                    | Dallas Stars                                    |
| 93                                              | Johan Franzén                                   | T                                               | 191 cm                                          | 100 kg                                          | 1979. december 23. (30 évesen)                  | Detroit Red Wings                               |
| Vezetőedző: Bengt-Åke Gustafsson                | Vezetőedző: Bengt-Åke Gustafsson                | Vezetőedző: Bengt-Åke Gustafsson                | Vezetőedző: Bengt-Åke Gustafsson                | Vezetőedző: Bengt-Åke Gustafsson                | 1958. március 23. (51 évesen)                   | 1958. március 23. (51 évesen)                   |

- Posztok rövidítései: K – Kapus, V – Védő, T – Támadó
- Kor: 2010. február 16-i kora

#### Eredmények
Csoportkör
C csoport
| Csapat                 | M | Gy | HGy | HV | V | G+ | G- | Gk | P |
| ---------------------- | - | -- | --- | -- | - | -- | -- | -- | - |
| Svédország (SWE)       | 3 | 3  | 0   | 0  | 0 | 9  | 2  | +7 | 9 |
| Finnország (FIN)       | 3 | 2  | 0   | 0  | 1 | 10 | 4  | +6 | 6 |
| Fehéroroszország (BLR) | 3 | 1  | 0   | 0  | 2 | 8  | 12 | –4 | 3 |
| Németország (GER)      | 3 | 0  | 0   | 0  | 3 | 3  | 12 | –9 | 0 |

| 2010. február 17. 16:30 | Svédország (SWE) | 2–0 (0–0, 2–0, 0–0) | Németország (GER) | Canada Hockey Place, Vancouver Nézőszám: 16 966 |

| Jegyzőkönyv                                                                                           | Jegyzőkönyv      | Jegyzőkönyv | Jegyzőkönyv   | Jegyzőkönyv                               |
| --- | ---------------- | ----------- | ------------- | ----------------------------------------- |
| | Henrik Lundqvist | Kapusok     | Thomas Greiss | Játékvezetők: Marc Joannette Guy Pellerin |
| \| Öhlund (Enström, Weinhandl) (PP) – 24:29 \| 1–0 \| \| \| Eriksson (Bäckström) – 34:13 \| 2–0 \| \| |                  |             |               | Játékvezetők: Marc Joannette Guy Pellerin |
| 18 perc                                                                                               | Büntetések       | 22 perc     |               | Játékvezetők: Marc Joannette Guy Pellerin |
| 25 | Lövések          | 21          |               | Játékvezetők: Marc Joannette Guy Pellerin |
| Öhlund (Enström, Weinhandl) (PP) – 24:29                                                              | 1–0              |             |               | Játékvezetők: Marc Joannette Guy Pellerin |
| Eriksson (Bäckström) – 34:13                                                                          | 2–0              |             |               | Játékvezetők: Marc Joannette Guy Pellerin |

| 2010. február 19. 12:00 | Fehéroroszország (BLR) | 2–4 (0–2, 1–1, 1–1) | Svédország (SWE) | Canada Hockey Place, Vancouver Nézőszám: 16 878 |

| Jegyzőkönyv | Jegyzőkönyv  | Jegyzőkönyv                                    | Jegyzőkönyv      | Jegyzőkönyv                             |
| --- | ------------ | ---------------------------------------------- | ---------------- | --------------------------------------- |
| | Andrej Mezin | Kapusok                                        | Jonas Gustavsson | Játékvezetők: Dennis LaRue Brent Reiber |
| \| \| 0–1 \| 06:40 – D. Sedin (H. Sedin, Weinhandl) \| \| \| 0–2 \| 09:04 – Alfredsson (Johansson, Bäckström) (PP) \| \| \| 0–3 \| 29:35 – Franzén (Påhlsson, Modin) \| \| Mjaleska (Sztaszenka, Radzinszki) (PP) – 34:40 \| 1–3 \| \| \| Mjaleska (Kulakov) – 51:33 \| 2–3 \| \| \| \| 2–4 \| 59:49 – Alfredsson (H. Sedin, D. Sedin) \| |              |                                                |                  | Játékvezetők: Dennis LaRue Brent Reiber |
| 8 perc | Büntetések   | 4 perc                                         |                  | Játékvezetők: Dennis LaRue Brent Reiber |
| 19 | Lövések      | 38                                             |                  | Játékvezetők: Dennis LaRue Brent Reiber |
| | 0–1          | 06:40 – D. Sedin (H. Sedin, Weinhandl)         |                  | Játékvezetők: Dennis LaRue Brent Reiber |
| | 0–2          | 09:04 – Alfredsson (Johansson, Bäckström) (PP) |                  | Játékvezetők: Dennis LaRue Brent Reiber |
| | 0–3          | 29:35 – Franzén (Påhlsson, Modin)              |                  | Játékvezetők: Dennis LaRue Brent Reiber |
| Mjaleska (Sztaszenka, Radzinszki) (PP) – 34:40 | 1–3          |                                                |                  |                                         |
| Mjaleska (Kulakov) – 51:33 | 2–3          |                                                |                  |                                         |
| | 2–4          | 59:49 – Alfredsson (H. Sedin, D. Sedin)        |                  |                                         |

| 2010. február 21. 21:00 | Svédország (SWE) | 3–0 (1–0, 2–0, 0–0) | Finnország (FIN) | Canada Hockey Place, Vancouver Nézőszám: 17 410 |

| Jegyzőkönyv | Jegyzőkönyv      | Jegyzőkönyv | Jegyzőkönyv      | Jegyzőkönyv                                 |
| --- | ---------------- | ----------- | ---------------- | ------------------------------------------- |
| | Henrik Lundqvist | Kapusok     | Miikka Kiprusoff | Játékvezetők: Marc Joannette Danny Kurmann] |
| \| Eriksson (Bäckström, Johansson) (PP2) – 06:41 \| 1–0 \| \| \| Bäckström (D. Sedin) – 24:19 \| 2–0 \| \| \| Eriksson (Franzén, Bäckström) (PP) – 38:08 \| 3–0 \| \| |                  |             |                  | Játékvezetők: Marc Joannette Danny Kurmann] |
| 14 perc | Büntetések       | 33 perc     |                  | Játékvezetők: Marc Joannette Danny Kurmann] |
| 32 | Lövések          | 20          |                  | Játékvezetők: Marc Joannette Danny Kurmann] |
| Eriksson (Bäckström, Johansson) (PP2) – 06:41 | 1–0              |             |                  | Játékvezetők: Marc Joannette Danny Kurmann] |
| Bäckström (D. Sedin) – 24:19 | 2–0              |             |                  | Játékvezetők: Marc Joannette Danny Kurmann] |
| Eriksson (Franzén, Bäckström) (PP) – 38:08 | 3–0              |             |                  | Játékvezetők: Marc Joannette Danny Kurmann] |

Negyeddöntő
| 2010. február 24. 21:00 | Svédország (SWE) | 3–4 (0–0, 2–3, 1–1) | Szlovákia (SVK) | Canada Hockey Place, Vancouver Nézőszám: 17 493 |

| Jegyzőkönyv | Jegyzőkönyv      | Jegyzőkönyv                                 | Jegyzőkönyv    | Jegyzőkönyv                           |
| --- | ---------------- | ------------------------------------------- | -------------- | ------------------------------------- |
| | Henrik Lundqvist | Kapusok                                     | Jaroslav Halák | Játékvezetők: Bill McCreary Jyri Rönn |
| \| \| 0–1 \| 27:34 – Gáborík (Mari. Hossa, Demitra) (PP) \| \| \| 0–2 \| 28:11 – Sekera (Zedník, Pálffy) \| \| Hörnqvist (Forsberg) – 33:49 \| 1–2 \| \| \| Zetterberg (Enström) – 34:26 \| 2–2 \| \| \| \| 2–3 \| 39:12 – Demitra (Chára, Mari. Hossa) (PP) \| \| \| 2–4 \| 49:01 – Kopecký (Mari. Hossa, Demitra) \| \| Alfredsson (Bäckström, Eriksson) – 49:39 \| 3–4 \| \| |                  |                                             |                | Játékvezetők: Bill McCreary Jyri Rönn |
| 10 perc | Büntetések       | 6 perc                                      |                | Játékvezetők: Bill McCreary Jyri Rönn |
| 29 | Lövések          | 14                                          |                | Játékvezetők: Bill McCreary Jyri Rönn |
| | 0–1              | 27:34 – Gáborík (Mari. Hossa, Demitra) (PP) |                | Játékvezetők: Bill McCreary Jyri Rönn |
| | 0–2              | 28:11 – Sekera (Zedník, Pálffy)             |                | Játékvezetők: Bill McCreary Jyri Rönn |
| Hörnqvist (Forsberg) – 33:49 | 1–2              |                                             |                | Játékvezetők: Bill McCreary Jyri Rönn |
| Zetterberg (Enström) – 34:26 | 2–2              |                                             |                |                                       |
| | 2–3              | 39:12 – Demitra (Chára, Mari. Hossa) (PP)   |                |                                       |
| | 2–4              | 49:01 – Kopecký (Mari. Hossa, Demitra)      |                |                                       |
| Alfredsson (Bäckström, Eriksson) – 49:39 | 3–4              |                                             |                |                                       |

| Csapat           | Helyezés |
| ---------------- | -------- |
| Svédország (SWE) | 5.       |

### Női
| Svéd nemzeti női jégkorongcsapat-játékoskeret | Svéd nemzeti női jégkorongcsapat-játékoskeret | Svéd nemzeti női jégkorongcsapat-játékoskeret | Svéd nemzeti női jégkorongcsapat-játékoskeret | Svéd nemzeti női jégkorongcsapat-játékoskeret | Svéd nemzeti női jégkorongcsapat-játékoskeret | Svéd nemzeti női jégkorongcsapat-játékoskeret |
| #                                             | Név                                           | Poszt                                         | Magasság                                      | Súly                                          | Kor                                           | Klub                                          |
| --------------------------------------------- | --------------------------------------------- | --------------------------------------------- | --------------------------------------------- | --------------------------------------------- | --------------------------------------------- | --------------------------------------------- |
| 1                                             | Sara Grahn                                    | K                                             | 171 cm                                        | 71 kg                                         | 1988. szeptember 25. (21 évesen)              | Linköpings HC                                 |
| 30                                            | Kim Martin                                    | K                                             | 166 cm                                        | 66 kg                                         | 1986. február 28. (23 évesen)                 | Minnesota-Duluth Bulldogs                     |
| 35                                            | Valentina Lizana                              | K                                             | 170 cm                                        | 68 kg                                         | 1990. március 30. (19 évesen)                 | AIK Solna                                     |
| 3                                             | Frida Nevalainen                              | V                                             | 165 cm                                        | 64 kg                                         | 1987. január 27. (23 évesen)                  | Modo Hockey                                   |
| 4                                             | Jenni Asserholt A                             | V                                             | 172 cm                                        | 73 kg                                         | 1988. április 8. (21 évesen)                  | Linköpings HC                                 |
| 10                                            | Emilia Andersson                              | V                                             | 175 cm                                        | 73 kg                                         | 1988. augusztus 31. (21 évesen)               | Segeltorps IF                                 |
| 22                                            | Emma Eliasson                                 | V                                             | 166 cm                                        | 70 kg                                         | 1989. június 12. (20 évesen)                  | Brynäs IF                                     |
| 23                                            | Gunilla Andersson                             | V                                             | 169 cm                                        | 69 kg                                         | 1975. április 26. (34 évesen)                 | Segeltorps IF                                 |
| 27                                            | Emma Nordin                                   | V                                             | 168 cm                                        | 69 kg                                         | 1991. március 22. (18 évesen)                 | Modo Hockey                                   |
| 2                                             | Elin Holmlöv                                  | T                                             | 173 cm                                        | 73 kg                                         | 1987. május 8. (22 évesen)                    | Segeltorps IF                                 |
| 7                                             | Maria Rooth A                                 | T                                             | 176 cm                                        | 72 kg                                         | 1979. november 2. (30 évesen)                 | AIK Solna                                     |
| 8                                             | Erika Holst C                                 | T                                             | 179 cm                                        | 82 kg                                         | 1979. április 8. (30 évesen)                  | Segeltorps IF                                 |
| 9                                             | Tina Enström                                  | T                                             | 166 cm                                        | 64 kg                                         | 1991. március 23. (18 évesen)                 | Modo Hockey                                   |
| 11                                            | Cecilia Östberg                               | T                                             | 166 cm                                        | 64 kg                                         | 1991. január 15. (19 évesen)                  | Leksands IF                                   |
| 12                                            | Isabelle Jordansson                           | T                                             | 170 cm                                        | 70 kg                                         | 1991. március 8. (18 évesen)                  | AIK Solna                                     |
| 13                                            | Erica Udén Johansson                          | T                                             | 170 cm                                        | 69 kg                                         | 1989. július 20. (20 évesen)                  | Segeltorps IF                                 |
| 15                                            | Katarina Timglas                              | T                                             | 168 cm                                        | 63 kg                                         | 1985. november 24. (24 évesen)                | AIK Solna                                     |
| 16                                            | Pernilla Winberg                              | T                                             | 165 cm                                        | 63 kg                                         | 1989. február 24. (20 évesen)                 | Segeltorps IF                                 |
| 19                                            | Klara Myrén                                   | T                                             | 172 cm                                        | 69 kg                                         | 1991. május 25. (18 évesen)                   | Leksands IF                                   |
| 25                                            | Frida Svedin Thunström                        | T                                             | 172 cm                                        | 75 kg                                         | 1989. november 4. (20 évesen)                 | Modo Hockey                                   |
| 28                                            | Danijela Rundqvist                            | T                                             | 178 cm                                        | 75 kg                                         | 1984. szeptember 26. (25 évesen)              | AIK Solna                                     |
| Vezetőedző: Peter Elander                     | Vezetőedző: Peter Elander                     | Vezetőedző: Peter Elander                     | Vezetőedző: Peter Elander                     | Vezetőedző: Peter Elander                     | 1960. március 1. (49 évesen)                  | 1960. március 1. (49 évesen)                  |

- Posztok rövidítései: K – Kapus, V – Védő, T – Támadó
- Kor: 2010. február 16-i kora

#### Eredmények
Csoportkör
A csoport
| Csapat           | M | Gy | HGy | HV | V | G+ | G- | Gk  | P |
| ---------------- | - | -- | --- | -- | - | -- | -- | --- | - |
| Kanada (CAN)     | 3 | 3  | 0   | 0  | 0 | 41 | 2  | +39 | 9 |
| Svédország (SWE) | 3 | 2  | 0   | 0  | 1 | 10 | 15 | –5  | 6 |
| Svájc (SUI)      | 3 | 1  | 0   | 0  | 2 | 6  | 15 | –9  | 3 |
| Szlovákia (SVK)  | 3 | 0  | 0   | 0  | 3 | 4  | 29 | –25 | 0 |

| 2010. február 13. 12:00 | Svédország (SWE) | 3–0 (1–0, 1–0, 1–0) | Svájc (SUI) | UBC Winter Sports Centre, Vancouver Nézőszám: 5222 |

| Jegyzőkönyv | Jegyzőkönyv | Jegyzőkönyv | Jegyzőkönyv        | Jegyzőkönyv                |
| --- | ----------- | ----------- | ------------------ | -------------------------- |
| | Kim Martin  | Kapusok     | Florence Schelling | Játékvezető: Leah Wrazidlo |
| \| Rundqvist (Udén Johansson, Svedin Thunström) – 12:31 \| 1–0 \| \| \| Enström (Östberg, Myrén) – 31:35 \| 2–0 \| \| \| Udén Johansson (Nevalainen) – 41:50 \| 3–0 \| \| |             |             |                    | Játékvezető: Leah Wrazidlo |
| 14 perc | Büntetések  | 6 perc      |                    | Játékvezető: Leah Wrazidlo |
| 34 | Lövések     | 16          |                    | Játékvezető: Leah Wrazidlo |
| Rundqvist (Udén Johansson, Svedin Thunström) – 12:31 | 1–0         |             |                    | Játékvezető: Leah Wrazidlo |
| Enström (Östberg, Myrén) – 31:35 | 2–0         |             |                    | Játékvezető: Leah Wrazidlo |
| Udén Johansson (Nevalainen) – 41:50 | 3–0         |             |                    | Játékvezető: Leah Wrazidlo |

| 2010. február 15. 19:00 | Svédország (SWE) | 6–2 3–2, 1–0, 2–0) | Szlovákia (SVK) | UBC Winter Sports Centre, Vancouver Nézőszám: 5323 |

| Jegyzőkönyv | Jegyzőkönyv | Jegyzőkönyv                               | Jegyzőkönyv      | Jegyzőkönyv            |
| --- | ----------- | ----------------------------------------- | ---------------- | ---------------------- |
| | Sara Grahn  | Kapusok                                   | Zuzana Tomčíková | Játékvezető: Aina Høve |
| \| Winberg (Holmlöv, Holst) (PP) – 05:01 \| 1–0 \| \| \| \| 1–1 \| 09:52 – Džurňáková (Babonyová, Herichová) \| \| Winberg (Eliasson, Holmlöv) (PP) – 12:11 \| 2–1 \| \| \| \| 2–2 \| 13:29 – Čupková (Čulíková, Kapustová) \| \| Asserholt (Myrén, Östberg) – 16:07 \| 3–2 \| \| \| Winberg (E. Andersson) – 29:07 \| 4–2 \| \| \| Holmlöv (Holst, G. Andersson) (PP) – 46:08 \| 5–2 \| \| \| Winberg (Nordin) – 53:20 \| 6–2 \| \| |             |                                           |                  | Játékvezető: Aina Høve |
| 10 perc | Büntetések  | 16 perc                                   |                  | Játékvezető: Aina Høve |
| 48 | Lövések     | 16                                        |                  | Játékvezető: Aina Høve |
| Winberg (Holmlöv, Holst) (PP) – 05:01 | 1–0         |                                           |                  | Játékvezető: Aina Høve |
| | 1–1         | 09:52 – Džurňáková (Babonyová, Herichová) |                  | Játékvezető: Aina Høve |
| Winberg (Eliasson, Holmlöv) (PP) – 12:11 | 2–1         |                                           |                  | Játékvezető: Aina Høve |
| | 2–2         | 13:29 – Čupková (Čulíková, Kapustová)     |                  |                        |
| Asserholt (Myrén, Östberg) – 16:07 | 3–2         |                                           |                  |                        |
| Winberg (E. Andersson) – 29:07 | 4–2         |                                           |                  |                        |
| Holmlöv (Holst, G. Andersson) (PP) – 46:08 | 5–2         |                                           |                  |                        |
| Winberg (Nordin) – 53:20 | 6–2         |                                           |                  |                        |

| 2010. február 17. 14:30 | Kanada (CAN) | 13–1 (5–0, 7–0, 1–1) | Svédország (SWE) | UBC Winter Sports Centre, Vancouver Nézőszám: 5483 |

| Jegyzőkönyv | Jegyzőkönyv                                          | Jegyzőkönyv                              | Jegyzőkönyv                                 | Jegyzőkönyv                |
| --- | ---------------------------------------------------- | ---------------------------------------- | ------------------------------------------- | -------------------------- |
| | Kim St-Pierre (le 40:00) Charline Labonté (be 40:00) | Kapusok                                  | Kim Martin (le 28:47) Sara Grahn (be 28:47) | Játékvezető: Leah Wrazidlo |
| \| Agosta (Piper, Ouellette) – 06:58 \| 1–0 \| \| \| Poulin (Agosta, Wickenheiser) – 09:16 \| 2–0 \| \| \| Piper (Wickenheiser, Sostorics) – 13:00 \| 3–0 \| \| \| Vaillancourt (Johnston, Sostorics) – 15:27 \| 4–0 \| \| \| Bonhomme (Agosta) – 15:57 \| 5–0 \| \| \| Agosta (Hefford) – 21:06 \| 6–0 \| \| \| Hefford (Ouellette, Kellar) – 25:36 \| 7–0 \| \| \| Wickenheiser (Apps) – 25:14 \| 8–0 \| \| \| Apps (Irwin, Piper) – 26:13 \| 9–0 \| \| \| Agosta (Ouellette) (PP) – 27:59 \| 10–0 \| \| \| Piper (Wickenheiser) – 29:17 \| 11–0 \| \| \| Irwin (Vaillancourt, Ward) (PP) – 31:43 \| 12–0 \| \| \| Apps (MacLeod, Wickenheiser) – 47:43 \| 13–0 \| \| \| \| 13–1 \| 52:16 – Timglas (Jordansson, Rooth) (PP) \| |                                                      |                                          |                                             | Játékvezető: Leah Wrazidlo |
| 8 perc | Büntetések                                           | 16 perc                                  |                                             | Játékvezető: Leah Wrazidlo |
| 52 | Lövések                                              | 13                                       |                                             | Játékvezető: Leah Wrazidlo |
| Agosta (Piper, Ouellette) – 06:58 | 1–0                                                  |                                          |                                             | Játékvezető: Leah Wrazidlo |
| Poulin (Agosta, Wickenheiser) – 09:16 | 2–0                                                  |                                          |                                             | Játékvezető: Leah Wrazidlo |
| Piper (Wickenheiser, Sostorics) – 13:00 | 3–0                                                  |                                          |                                             | Játékvezető: Leah Wrazidlo |
| Vaillancourt (Johnston, Sostorics) – 15:27 | 4–0                                                  |                                          |                                             |                            |
| Bonhomme (Agosta) – 15:57 | 5–0                                                  |                                          |                                             |                            |
| Agosta (Hefford) – 21:06 | 6–0                                                  |                                          |                                             |                            |
| Hefford (Ouellette, Kellar) – 25:36 | 7–0                                                  |                                          |                                             |                            |
| Wickenheiser (Apps) – 25:14 | 8–0                                                  |                                          |                                             |                            |
| Apps (Irwin, Piper) – 26:13 | 9–0                                                  |                                          |                                             |                            |
| Agosta (Ouellette) (PP) – 27:59 | 10–0                                                 |                                          |                                             |                            |
| Piper (Wickenheiser) – 29:17 | 11–0                                                 |                                          |                                             |                            |
| Irwin (Vaillancourt, Ward) (PP) – 31:43 | 12–0                                                 |                                          |                                             |                            |
| Apps (MacLeod, Wickenheiser) – 47:43 | 13–0                                                 |                                          |                                             |                            |
| | 13–1                                                 | 52:16 – Timglas (Jordansson, Rooth) (PP) |                                             |                            |

Elődöntő
| 2010. február 22. 12:00 | Egyesült Államok (USA) | 9–1 (2–0, 3–1, 4–0) | Svédország (SWE) | Canada Hockey Place, Vancouver Nézőszám: 16 021 |

| Jegyzőkönyv | Jegyzőkönyv   | Jegyzőkönyv                       | Jegyzőkönyv | Jegyzőkönyv                 |
| --- | ------------- | --------------------------------- | ----------- | --------------------------- |
| | Jessie Vetter | Kapusok                           | Kim Martin  | Játékvezető: Mary Anne Gage |
| \| 07:14 – M. Lamoureux (Potter, Knight) \| 1–0 \| \| \| 08:23 – Duggan (Cahow, Stack) (PP) \| 2–0 \| \| \| 23:22 – Ruggiero (J. Lamoureux) \| 3–0 \| \| \| 25:58 – Cahow (Thatcher) \| 4–0 \| \| \| \| 4–1 \| Winberg (Jordansson) (PP) – 29:34 \| \| 33:35 – Thatcher (J. Lamoureux, Lawler) \| 5–1 \| \| \| 45:59 – M. Lamoureux (Potter, Engstrom) (PP) \| 6–1 \| \| \| 47:15 – Weiland (Lawler) \| 7–1 \| \| \| 55:20 – Stack (Chu, Engstrom) \| 8–1 \| \| \| 57:19 – M. Lamoureux (Knight) (PP) \| 9–1 \| \| |               |                                   |             | Játékvezető: Mary Anne Gage |
| 8 perc | Büntetések    | 10 perc                           |             | Játékvezető: Mary Anne Gage |
| 46 | Lövések       | 12                                |             | Játékvezető: Mary Anne Gage |
| 07:14 – M. Lamoureux (Potter, Knight) | 1–0           |                                   |             | Játékvezető: Mary Anne Gage |
| 08:23 – Duggan (Cahow, Stack) (PP) | 2–0           |                                   |             | Játékvezető: Mary Anne Gage |
| 23:22 – Ruggiero (J. Lamoureux) | 3–0           |                                   |             | Játékvezető: Mary Anne Gage |
| 25:58 – Cahow (Thatcher) | 4–0           |                                   |             |                             |
| | 4–1           | Winberg (Jordansson) (PP) – 29:34 |             |                             |
| 33:35 – Thatcher (J. Lamoureux, Lawler) | 5–1           |                                   |             |                             |
| 45:59 – M. Lamoureux (Potter, Engstrom) (PP) | 6–1           |                                   |             |                             |
| 47:15 – Weiland (Lawler) | 7–1           |                                   |             |                             |
| 55:20 – Stack (Chu, Engstrom) | 8–1           |                                   |             |                             |
| 57:19 – M. Lamoureux (Knight) (PP) | 9–1           |                                   |             |                             |

Bronzmérkőzés
| 2010. február 25. 11:00 | Finnország (FIN) | 3–2 (h.u.) (0–0, 2–1, 0–1) (h.u.: 1–0) | Svédország (SWE) | Canada Hockey Place, Vancouver Nézőszám: 16 398 |

| Jegyzőkönyv | Jegyzőkönyv | Jegyzőkönyv                                    | Jegyzőkönyv | Jegyzőkönyv                  |
| --- | ----------- | ---------------------------------------------- | ----------- | ---------------------------- |
| | Noora Räty  | Kapusok                                        | Sara Grahn  | Játékvezető: Nicole Hertrich |
| \| 24:24 – Pelttari \| 1–0 \| \| \| \| 1–1 \| Rooth (Jordansson, Eliasson) (PP) – 34:24 \| \| 36:02 – Karvinen (Välimäki) \| 2–1 \| \| \| \| 2–2 \| Rundqvist (G. Andersson, Holmlöv) (PP) – 45:09 \| \| 62:33 – Rantamäki (Tuominen, Hiirikoski) \| 3–2 \| \| |             |                                                |             | Játékvezető: Nicole Hertrich |
| 14 perc | Büntetések  | 12 perc                                        |             | Játékvezető: Nicole Hertrich |
| 24 | Lövések     | 18                                             |             | Játékvezető: Nicole Hertrich |
| 24:24 – Pelttari | 1–0         |                                                |             | Játékvezető: Nicole Hertrich |
| | 1–1         | Rooth (Jordansson, Eliasson) (PP) – 34:24      |             | Játékvezető: Nicole Hertrich |
| 36:02 – Karvinen (Välimäki) | 2–1         |                                                |             | Játékvezető: Nicole Hertrich |
| | 2–2         | Rundqvist (G. Andersson, Holmlöv) (PP) – 45:09 |             |                              |
| 62:33 – Rantamäki (Tuominen, Hiirikoski) | 3–2         |                                                |             |                              |

| Csapat           | Helyezés |
| ---------------- | -------- |
| Svédország (SWE) | 4.       |

## Műkorcsolya
| Versenyző          | Versenyszám  | Rövid program | Rövid program | Kűr    | Kűr   | Összesítés | Összesítés |
| Versenyző          | Versenyszám  | Pont          | Hely.         | Pont   | Hely. | Pont       | Helyezés   |
| ------------------ | ------------ | ------------- | ------------- | ------ | ----- | ---------- | ---------- |
| Adrian Schultheiss | Férfi egyéni | 63,13         | 22.           | 137,31 | 13.   | 200,44     | 15.        |

## Síakrobatika
Mogul
| Versenyző        | Versenyszám | Selejtező | Selejtező | Döntő   | Döntő    |
| Versenyző        | Versenyszám | Pont      | Helyezés  | Pont    | Helyezés |
| ---------------- | ----------- | --------- | --------- | ------- | -------- |
| Jesper Björnlund | Férfi       | 24,53     | 5.        | 25,12   | 8.       |
| Per Spett        | Férfi       | 22,10     | 23.       | kiesett | kiesett  |

Krossz
| Versenyző        | Versenyszám | Selejtező | Selejtező | Nyolcaddöntő | Negyeddöntő | Elődöntő | Döntő   | Helyezés |
| Versenyző        | Versenyszám | Idő       | Hely.     | Nyolcaddöntő | Negyeddöntő | Elődöntő | Döntő   | Helyezés |
| ---------------- | ----------- | --------- | --------- | ------------ | ----------- | -------- | ------- | -------- |
| Tommy Eliasson   | Férfi       | 1:14,73   | 23.       | 2.           | 3.          | kiesett  | kiesett | 13.      |
| Michael Forslund | Férfi       | 1:14,66   | 21.       | 4.           | kiesett     | kiesett  | kiesett | 27.      |
| Erik Iljans      | Férfi       | 1:16,34   | 32.       | 2.           | 4.          | kiesett  | kiesett | 16.      |
| Lars Lewén       | Férfi       | 1:14,44   | 19.       | 4.           | kiesett     | kiesett  | kiesett | 24.      |
| Anna Holmlund    | Női         | 1:17,15   | 1.        | 1.           | 2.          | 4.       | 6.      | 6.       |
| Magdalena Iljans | Női         | 1:19,05   | 11.       | 2.           | 3.          | kiesett  | kiesett | 10.      |

## Sífutás
Férfi
| Versenyző                                                       | Versenyszám     | Selejtező | Selejtező | Negyeddöntő | Negyeddöntő | Elődöntő | Elődöntő | Döntő     | Döntő    |
| Versenyző                                                       | Versenyszám     | Idő       | Hely.     | Idő         | Hely.       | Idő      | Hely.    | Idő       | Helyezés |
| --------------------------------------------------------------- | --------------- | --------- | --------- | ----------- | ----------- | -------- | -------- | --------- | -------- |
| Marcus Hellner                                                  | 15 km           |           |           |             |             |          |          | 34:13,5   | 4.       |
| Marcus Hellner                                                  | 30 km           |           |           |             |             |          |          | 1:15:11,4 |          |
| Marcus Hellner                                                  | 50 km           |           |           |             |             |          |          | 2:07:03,2 | 22.      |
| Emil Jönsson                                                    | Sprint          | 3:36,01   | 2.        | 3:41,8      | 1.          | 3:37,4   | 3.       | kiesett   | 7.       |
| Björn Lind                                                      | Sprint          | 3:38,62   | 14.       | 3:37,6      | 4.          | kiesett  | kiesett  | kiesett   | 19.      |
| Jesper Modin                                                    | Sprint          | 3:38,53   | 13.       | 3:39,1      | 4.          | kiesett  | kiesett  | kiesett   | 18.      |
| Johan Olsson                                                    | 15 km           |           |           |             |             |          |          | 34:39,3   | 11.      |
| Johan Olsson                                                    | 30 km           |           |           |             |             |          |          | 1:15:14,2 |          |
| Johan Olsson                                                    | 50 km           |           |           |             |             |          |          | 2:05:36,5 |          |
| Teodor Peterson                                                 | Sprint          | 3:39,08   | 18.       | 3:38,3      | 2.          | 3:43,8   | 6.       | kiesett   | 11.      |
| Daniel Rickardsson                                              | 15 km           |           |           |             |             |          |          | 34:58,7   | 22.      |
| Daniel Rickardsson                                              | 30 km           |           |           |             |             |          |          | 1:17:34,0 | 23.      |
| Daniel Rickardsson                                              | 50 km           |           |           |             |             |          |          | 2:05:45,2 | 7.       |
| Anders Södergren                                                | 15 km           |           |           |             |             |          |          | 35:01,2   | 25.      |
| Anders Södergren                                                | 30 km           |           |           |             |             |          |          | 1:15:47,0 | 10.      |
| Anders Södergren                                                | 50 km           |           |           |             |             |          |          | 2:05:47,1 | 9.       |
| Marcus Hellner Teodor Peterson                                  | Csapatsprint    | 19:06,5   | 8.        |             |             |          |          | kiesett   | 15.      |
| Daniel Rickardsson Johan Olsson Anders Södergren Marcus Hellner | 4 × 10 km váltó |           |           |             |             |          |          | 1:45:05,4 |          |

Női
| Versenyző                                                       | Versenyszám    | Selejtező | Selejtező | Negyeddöntő | Negyeddöntő | Elődöntő | Elődöntő | Döntő         | Döntő         |
| Versenyző                                                       | Versenyszám    | Idő       | Hely.     | Idő         | Hely.       | Idő      | Hely.    | Idő           | Helyezés      |
| --------------------------------------------------------------- | -------------- | --------- | --------- | ----------- | ----------- | -------- | -------- | ------------- | ------------- |
| Hanna Falk                                                      | Sprint         | 3:49,94   | 27.       | 4:22,5      | 6.          | kiesett  | kiesett  | kiesett       | 29.           |
| Anna Haag                                                       | 10 km          |           |           |             |             |          |          | 25:19,3       | 4.            |
| Anna Haag                                                       | 15 km          |           |           |             |             |          |          | 40:07,0       |               |
| Ida Ingemarsdotter                                              | Sprint         | 3:49,11   | 25.       | 3:40,0      | 3.          | kiesett  | kiesett  | kiesett       | 15.           |
| Ida Ingemarsdotter                                              | 15 km          |           |           |             |             |          |          | 44:16,5       | 41.           |
| Ida Ingemarsdotter                                              | 30 km          |           |           |             |             |          |          | nem ért célba | nem ért célba |
| Charlotte Kalla                                                 | 10 km          |           |           |             |             |          |          | 24:58,4       |               |
| Charlotte Kalla                                                 | 15 km          |           |           |             |             |          |          | 41:18,5       | 8.            |
| Charlotte Kalla                                                 | 30 km          |           |           |             |             |          |          | 1:31:57,6     | 6.            |
| Britta Johansson Norgren                                        | 10 km          |           |           |             |             |          |          | 26:48,1       | 29.           |
| Britta Johansson Norgren                                        | 15 km          |           |           |             |             |          |          | 45:25,7       | 52.           |
| Anna Olsson                                                     | Sprint         | 3:41,95   | 3.        | 3:36,5      | 1.          | 3:38,7   | 2.       | 3:41,7        | 4.            |
| Anna Olsson                                                     | 10 km          |           |           |             |             |          |          | 26:23,1       | 24.           |
| Anna Olsson                                                     | 30 km          |           |           |             |             |          |          | 1:33:00,3     | 9.            |
| Magdalena Pajala                                                | Sprint         | 3:45,50   | 13.       | 3:37,7      | 2.          | 3:45,0   | 5.       | kiesett       | 10.           |
| Charlotte Kalla Anna Haag                                       | Csapatsprint   | 18:35,9   | 1. D      |             |             |          |          | 18:04,3       |               |
| Anna Olsson Magdalena Pajala Charlotte Kalla Ida Ingemarsdotter | 4 × 5 km váltó |           |           |             |             |          |          | 56:18,9       | 5.            |

## Snowboard
Parallel giant slalom
| Versenyző      | Versenyszám | Selejtező | Selejtező | Nyolcaddöntő                   | Negyeddöntő       | Elődöntő          | Döntő             | Helyezés |
| Versenyző      | Versenyszám | Idő       | Hely.     | Ellenfél Eredmény              | Ellenfél Eredmény | Ellenfél Eredmény | Ellenfél Eredmény | Helyezés |
| -------------- | ----------- | --------- | --------- | ------------------------------ | ----------------- | ----------------- | ----------------- | -------- |
| Daniel Biveson | Férfi       | 1:17,86   | 8.        | Mathieu Bozzetto (FRA) · +0,36 | kiesett           | kiesett           | kiesett           | 14.      |